# Флаг Синявского сельского поселения (Ростовская область)
Флаг муниципального образования «Синя́вское сельское поселение» Неклиновского района Ростовской области Российской Федерации — опознавательно-правовой знак, служащий официальным символом муниципального образования.
Флаг утверждён [когда?] и 29 марта 2011 года внесён в Государственный геральдический регистр Российской Федерации с присвоением регистрационного номера 6693.

## Описание
«Прямоугольное полотнище с отношением ширины к длине 2:3, воспроизводящее композицию герба Синявского сельского поселения в красном, синем, белом и жёлтом цветах».
Геральдическое описание герба гласит: «В лазоревом поле пониженный волнистый серебряный пояс, сопровождаемый вверху — семью золотыми хлебными колосьями, перевязанных у основания червлёной лентой, внизу — двумя плывущими навстречу друг другу золотыми лещами».

## Обоснование символики
Флаг составлен по правилам и соответствующим традициям вексиллологии и отражает исторические, культурные, социально-экономические, национальные и иные местные традиции.
Синий цвет полотнища и белая волнистая полоса взяты из родового герба дворян Сенявиных, представитель которого — адмирал А. Н. Сенявин — основал село названное в его честь.
Семь колосьев символизируют семь населённых пунктов входящих в состав Синявинского сельского поселения (Синявское, Водино, Мержаново,
Морской Чулек, Пятихатки, Халыбо-Адабашев), а золотой цвет колосьев — развитое сельское хозяйство.
Золотые лещи служат напоминанием о том, что на территории поселения находился крупнейший рыболовецкий завод в Азовском бассейне по вылову и переработке донской рыбы. Основной породой из добываемой и перерабатываемой рыбы был лещ (местное название — чебак).